# Edgefield, England
Edgefield är en ort och civil parish i Storbritannien.   Den ligger i grevskapet Norfolk och riksdelen England, i den sydöstra delen av landet, 170 km nordost om huvudstaden London. Edgefield ligger 73 meter över havet och antalet invånare är 393.
Terrängen runt Edgefield är huvudsakligen platt. Edgefield ligger uppe på en höjd. Runt Edgefield är det ganska tätbefolkat, med 104 invånare per kvadratkilometer. Närmaste större samhälle är North Walsham, 18,9 km öster om Edgefield. Trakten runt Edgefield består till största delen av jordbruksmark.